# Pierwszy gabinet Malcolma Turnbulla
Pierwszy gabinet Malcolma Turnbulla – siedemdziesiąty  gabinet federalny Australii, urzędujący od 15 września 2015 do 19 lipca 2016 i tworzony przez blok polityczny określany jako Koalicja, którego najważniejszymi członkami są Liberalna Partia Australii (LPA) i Narodowa Partia Australii (NPA).

## Okoliczności powstania
14 września 2015 Malcolm Turnbull, dotychczasowy minister komunikacji w gabinecie Tony’ego Abbotta, podał się do dymisji i złożył wniosek o przeprowadzenie nadzwyczajnych wyborów lidera LPA, do czego uprawniony jest klub tej partii w Parlamencie Australii. Głosowania odbyło się jeszcze tego samego dnia i zakończyło się porażką premiera Abbotta, który został pokonany przez Turnbulla stosunkiem głosów 44:54. W efekcie Abbott był zmuszony do rezygnacji ze stanowiska premiera Australii, co formalnie nastąpiło 15 września 2015, zaś Turnbull jako nowy lider największej partii koalicyjnej automatycznie został też szefem rządu.
Przez pierwsze pięć dni wszyscy ministrowie, z wyjątkiem Abbotta i Turnbulla, tymczasowo zajmowali swoje dotychczasowe stanowiska. 20 września 2015 premier Turnbull przeprowadził rekonstrukcję gabinetu wedle własnej koncepcji, zaś zmiany miały weszły w życie 21 września. Kolejna rekonstrukcja miała miejsce w lutym 2016.

## Okoliczności dymisji
2 lipca 2016 odbyły się federalne wybory parlamentarne, w wyniku których dotychczasowa koalicja rządząca utrzymała się u władzy. W związku z tym premier Turnbull utworzył swój drugi gabinet, który rozpoczął urzędowanie w dniu 19 lipca 2016.

## Skład
| stanowisko                                                                                   | osoba            | partia | od               | do               |
| -------------------------------------------------------------------------------------------- | ---------------- | ------ | ---------------- | ---------------- |
| premier                                                                                      | Malcolm Turnbull | LPA    | 15 września 2015 | 19 lipca 2016    |
| wicepremier                                                                                  | Warren Truss     | NPA    | 15 września 2015 | 18 lutego 2016   |
| wicepremier                                                                                  | Barnaby Joyce    | NPA    | 18 lutego 2016   | 19 lipca 2016    |
| minister infrastruktury i rozwoju regionalnego (od 18.02.2016 minister rozwoju regionalnego) | Warren Truss     | NPA    | 15 września 2015 | 18 lutego 2016   |
| minister infrastruktury i rozwoju regionalnego (od 18.02.2016 minister rozwoju regionalnego) | Fiona Nash       | NPA    | 18 lutego 2016   | 19 lipca 2016    |
| minister spraw zagranicznych                                                                 | Julie Bishop     | LPA    | 15 września 2015 | 19 lipca 2016    |
| minister zatrudnienia                                                                        | Eric Abetz       | LPA    | 15 września 2015 | 21 września 2015 |
| minister zatrudnienia                                                                        | Michaelia Cash   | LPA    | 21 września 2015 | 19 lipca 2016    |
| minister wspierający premiera w sprawach służby cywilnej                                     | Eric Abetz       | LPA    | 15 września 2015 | 21 września 2015 |
| minister wspierający premiera w sprawach służby cywilnej                                     | Michaelia Cash   | LPA    | 21 września 2015 | 19 lipca 2016    |
| prokurator generalny                                                                         | George Brandis   | LPA    | 15 września 2015 | 19 lipca 2016    |
| minister sztuki                                                                              | George Brandis   | LPA    | 15 września 2015 | 21 września 2015 |
| minister sztuki                                                                              | Mitch Fifield    | LPA    | 21 września 2015 | 19 lipca 2016    |
| minister komunikacji                                                                         | Mitch Fifield    | LPA    | 21 września 2015 | 19 lipca 2016    |
| wiceprzewodniczący Federalnej Rady Wykonawczej                                               | George Brandis   | LPA    | 15 września 2015 | 19 lipca 2016    |
| minister skarbu                                                                              | Joe Hockey       | LPA    | 15 września 2015 | 21 września 2015 |
| minister skarbu                                                                              | Scott Morrison   | LPA    | 21 września 2015 | 19 lipca 2016    |
| minister rolnictwa i zasobów wodnych                                                         | Barnaby Joyce    | NPA    | 15 września 2015 | 19 lipca 2016    |
| minister edukacji i kształcenia                                                              | Christopher Pyne | LPA    | 15 września 2015 | 21 września 2015 |
| minister edukacji i kształcenia                                                              | Simon Birmingham | LPA    | 21 września 2015 | 19 lipca 2016    |
| minister ds. ludności rdzennej                                                               | Nigel Scullion   | NPA    | 15 września 2015 | 19 lipca 2016    |
| minister przemysłu, innowacji i nauki                                                        | Ian Macfarlane   | LPA    | 15 września 2015 | 21 września 2015 |
| minister przemysłu, innowacji i nauki                                                        | Christopher Pyne | LPA    | 21 września 2015 | 19 lipca 2016    |
| minister służb społecznych                                                                   | Scott Morrison   | LPA    | 15 września 2015 | 21 września 2015 |
| minister służb społecznych                                                                   | Christian Porter | LPA    | 21 września 2015 | 19 lipca 2016    |
| minister zdrowia                                                                             | Sussan Ley       | LPA    | 15 września 2015 | 19 lipca 2016    |
| minister sportu                                                                              | Sussan Ley       | LPA    | 15 września 2015 | 19 lipca 2016    |
| minister ds. opieki nad osobami starszymi                                                    | Sussan Ley       | LPA    | 30 września 2015 | 19 lipca 2016    |
| minister małych przedsiębiorstw                                                              | Bruce Billson    | LPA    | 15 września 2015 | 21 września 2015 |
| minister małych przedsiębiorstw                                                              | Kelly O’Dwyer    | LPA    | 21 września 2015 | 19 lipca 2016    |
| minister handlu i inwestycji                                                                 | Andrew Robb      | LPA    | 15 września 2015 | 18 lutego 2016   |
| minister handlu i inwestycji                                                                 | Steven Ciobo     | LPA    | 18 lutego 2016   | 19 lipca 2016    |
| minister obrony                                                                              | Kevin Andrews    | LPA    | 15 września 2015 | 21 września 2015 |
| minister obrony                                                                              | Marise Payne     | LPA    | 21 września 2015 | 19 lipca 2016    |
| minister środowiska                                                                          | Greg Hunt        | LPA    | 15 września 2015 | 19 lipca 2016    |
| minister imigracji i ochrony granic                                                          | Peter Dutton     | LPA    | 15 września 2015 | 19 lipca 2016    |
| minister ds. kobiet                                                                          | Michaelia Cash   | LPA    | 21 września 2015 | 19 lipca 2016    |
| minister wspierający premiera w sprawach cyfrowej administracji                              | Mitch Fifield    | LPA    | 21 września 2015 | 19 lipca 2016    |
| minister finansów                                                                            | Mathias Cormann  | LPA    | 15 września 2015 | 19 lipca 2016    |
| minister zasobów, energii i północnej Australii (od 18.02.2016 minister zasobów i energii)   | Josh Frydenberg  | LPA    | 21 września 2015 | 19 lipca 2016    |
| sekretarz gabinetu                                                                           | Arthur Sinodinos | LPA    | 21 września 2015 | 19 lipca 2016    |
| minister infrastruktury i transportu                                                         | Darren Chester   | NPA    | 18 lutego 2016   | 19 lipca 2016    |
| specjalny minister stanu                                                                     | Mathias Cormann  | LPA    | 18 lutego 2016   | 19 lipca 2016    |
| minister komunikacji regionalnej                                                             | Fiona Nash       | NPA    | 18 lutego 2016   | 19 lipca 2016    |
| minister zdrowia regionalnego                                                                | Fiona Nash       | NPA    | 18 lutego 2016   | 19 lipca 2016    |